# تل گوری
تل گوری مربوط به دوره ساسانیان - دوران‌های تاریخی پس از اسلام است و در شهرستان گناوه، روستای تل برج واقع شده و این اثر در تاریخ ۷ مهر ۱۳۸۱ با شمارهٔ ثبت ۶۵۱۰ به‌عنوان یکی از آثار ملی ایران به ثبت رسیده است.
ین روستا یکی از قدیمی‌ترین روستاهای کشور محسوب می‌گردد و یکی از قلعه‌های نظامی بزرگ در قبل از اسلام بوده، آثار تاریخی بجا مانده شامل تعداد بسیاری کوپال و آثار کوره‌های سفال‌پزی بیانگر این امر مهم است، متاسفانه تاکنون هیچ کاوشی در این زمینه صورت نگرفته است